# Хуанг, Джонатан
Джонатан Хуанг (англ. Jonathan Huang, также известный как Хронарион (англ. Chronarion); род. 24 октября 1985 года, Сиэтл, США) — американский интернет-предприниматель, идеолог концепции вики, основатель юмористической  Нециклопедии, которая пародирует Википедию.

## Биография
Джонатан Хуанг родился 24 октября 1985 году в Сиэтле в Соединенных Штатах Америки. В январе 2005 года  создал Uncyclopedia.
В настоящее время живет в городе Купертино в штате Калифорния, США.